# Sara Rossi Guidicelli
Sara Rossi Guidicelli (* 1978 in Locarno) ist eine italienischsprachige Schweizer Schriftstellerin und Journalistin.

## Leben
Sara Rossi Guidicelli wurde 1978 in Locarno im Schweizer Kanton Tessin geboren. Sie studierte Russische Sprach- und Literaturwissenschaft an der Universität Venedig und lebt heute mit ihrer Familie in Ponto Valentino im Bleniotal, wo sie die monatlich erscheinende Regionalzeitschrift 3valli leitet.

## Werk
2018 veröffentlichte Rossi Guidicelli das Buch «Natascha nimmt den Bus», in dem sie Frauen aus Osteuropa zu Wort kommen liess, die in der Schweiz als private Altenpflegerinnen arbeiten. Auch die Sicht der von ihnen gepflegten Frauen und deren Töchter wurde mit einbezogen. Die Tessiner Künstlerin Chiara Fiorini versah den Band mit Illustrationen. Rossi Guidicelli dramatisierte den Text unter dem Titel «Natascha hat den Bus genommen» (Natasha ha preso il bus) als Monodrama. Das Stück wurde am 8. November 2018 am Teatro Sociale in Bellinzona von der rumänischen Schauspielerin Ioana Butu und dem Theatermusiker Daniele Dell'Agnola uraufgeführt. Sowohl die Erzählung als auch das Drama waren das Ergebnis zahlreicher Interviews, die die Autorin mit Betroffenen geführt und in fiktiver, aber realistischer Form aufbereitet hatte. Michele Fazioli nannte das Buch in einer Rezension eine «dokumentarische Erzählung einer angetroffenen und aufgezeichneten Realität» und doch «echte Belletristik».
Den zwischen Reportage und literarischer Fiktion oszillierenden Stil hielt Rossi Giudicelli auch in ihren folgenden Publikationen bei. 2021 veröffentlichte sie zehn «kurze Erzählungen» über den sardischen Kulturverein «Coghinas» in Bodio, der 1980 von Arbeitern der dortigen Metallwerke Monteforno gegründet worden war. 2022 folgte das Buch «Ihr, die ihr das Meer gesehen habt», in dem sie auf Basis von Kindheitserinnerungen und Gesprächen mit ihren Eltern und Freunden ein differenziertes Bild der 68er-Generation und ihrer Ideale zeichnete. 2024 erschien die «Fabrikerzählung» «Monteforno-Heft» über die 1946 gegründeten und 1995 geschlossenen Metallwerke Monteforno, die zeitweise das grösste Industrieunternehmen des Tessins waren.

## Werke
- La bici di Glauser. ANAedizioni, Locarno 2017.
- Nataša prende il bus. Storie di badanti, di madri e di figlie. Edizioni Ulivo, Balerna 2018, ISBN 978-88-98018-50-5.
- Inter-Agire. Storie di questo mondo. Bellinzona 2020, ISBN 979-12-200-6962-5.
- Il circolo culturale sardo Coghinas. Dieci brevi racconti. Jam SA, Prosito 2021.
- Voi che avete visto il mare. La mia famiglia, il Sessantotto e altri ideali. Istituto Editoriale Ticinese, Bellinzona 2022, ISBN 978-88-95067-06-3.
- Quaderno della Monteforno. Un racconto di fabbrica. Istituto Editoriale Ticinese, Bellinzona 2024, ISBN 978-88-95067-11-7.